# ルーム (映画)
『ルーム』（Room）は、2015年にカナダ、アイルランド、イギリス、米国で製作されたドラマ映画。フリッツル事件を基に書かれたエマ・ドナヒューの小説『部屋』を原作としている。監督はレニー・エイブラハムソン、主演はブリー・ラーソンが務めた。
本作は第40回トロント国際映画祭で観客賞を受賞するなど、批評家・観客の双方から高い評価を得た。

## 概要
序盤
5歳の男の子 ジャックは、優しいママと一緒に「6畳の部屋」で暮らしていた。体操をして、TVを見て、ケーキを焼いて、楽しい時間が過ぎていく。この扉のない高い天窓だけがある「部屋」が、ふたりの全世界だった。
ジャックが5歳になったとき、ママは何も知らないジャックに、「ママの名前はジョイ、この「部屋」の外には本当の世界があるの」と打ち明ける。実は、ジョイは7年間もの間、ずっとオールド・ニックという男によって監禁されており、これまで何度も脱走を試みようとしていたが失敗していたのだ。
中盤
混乱するジャックを説き伏せて、決死の脱出を図るふたり。ママは脱出するためにジャックを病気だと偽り、病院に駆け込むことを思いつくが、用心深いオールド・ニックは「解熱剤を持ってきてやる」といって相手にしない。そこで、ジャックに死んだ振りをさせることで、外の世界へ連れ出してもらうことにする。
カーペットに包んだジャックを担ぎ、オールド・ニックは外に出た。トラックの荷台に置かれたジャックは、ママの奥歯をお守りにして逃げ出すチャンスをうかがい、犬を散歩中の男性に助けを求めた。犬を散歩中の男性が警察に通報し、ジャックは無事保護された。
だが、自分の名前は言えるが、ママの名前が分からない。優秀な婦人警官のパーカー巡査は、ジャックとの会話をヒントにして監禁されていた場所を特定した。こうして、監禁男のオールド・ニックは逮捕され、ジャックはママと再会した。検査のため病院に入院するが、ジョイの両親がすぐに駆けつける。
終盤
退院後は、「ばぁば」ことナンシー・ニューサムと、再婚した夫レオと同居することになった。ジャックは次第に「世界」に適応していったが、ママの時間は「17才の高校生」のまま止まったままであり、7年もの闇を家族で埋めるのは容易なことではなかった。
ジョイが誘拐された後、実母ナンシーと実父ロバートは離婚していたのだが、「じぃじ」であるロバートは孫のジャックをどうしても受け入れることができなかった。そんな家族の温度差や、マスコミの心ない質問にジョイは傷ついていた。
そしてついに、ジョイは服毒自殺を図ってしまう。ジャックが発見したおかげで、一命はとりとめたものの、心の傷は容易には治らなかった。そんなママに、ジャックは自分の髪を切って贈り、ジョイは次第に元気を取り戻してゆく。ジャックは、レオの犬とも仲良くなり成長していった。
ラスト
ある日ジャックは、ママと共に”部屋”を見に行くことになる。ベッドや冷蔵庫など生活用品はすべて、警察によって押収されていた。ジャックにとって、広い世界だと思っていたその納屋は、陰惨で狭い薄汚れた部屋だったのだ。

## キャスト
※括弧内は日本語吹替
- ママ / ジョイ・ニューサム - ブリー・ラーソン（久嶋志帆）

ジャックの母親。7年間“部屋”に監禁されている。
- ジャック - ジェイコブ・トレンブレイ（菊地慶）

ジョイの息子。生まれてから“部屋”を出たことがない。
- ばあば / ナンシー - ジョアン・アレン（野沢由香里）

ジャックの実の祖母。
- オールド・ニック - ショーン・ブリジャース（英語版）（野川雅史）

ジョイを“部屋”に監禁している男。
- じいじ / ロバート - ウィリアム・H・メイシー（堀越富三郎）

ジャックの実の祖父。
- レオ - トム・マッカムス（さかき孝輔）
- パーカー巡査 - アマンダ・ブルジェル（英語版）
- グラボウスキー巡査 - ジョー・ピングー（英語版）
- ミッタル医師 - キャス・アンヴァー（英語版）
- 弁護士 - ランダル・エドワーズ（英語版）
- インタビュアー - ウェンディ・クルーソン
- その他の日本語吹き替え - 佐々木義人/仲村かおり/各務立基/三沢明美/槇原千里/織江珠生

## スタッフ
- 監督：レニー・アブラハムソン
- 製作：エド・ギニー、デヴィッド・グロス
- 製作総指揮：
- 原作：エマ・ドナヒュー
- 脚本：エマ・ドナヒュー
- 撮影：ダニー・コーエン
- プロダクションデザイン：イーサン・トーマン
- 衣装デザイン：リア・カールソン
- 編集：ネイサン・ヌーゲント
- 音楽：スティーヴン・レニックス

## 製作
2013年9月3日、レニー・エイブラハムソンがエマ・ドナヒューの小説『部屋』を原作とした映画で監督を務めると報じられた。同年4月9日、ブリー・ラーソンが主演を務めることが決まった。11月10日、ジョアン・アレン、ジェイコブ・トレンブリー、ウィリアム・H・メイシーが本作に出演すると報じられた。
本作の主要撮影は2014年10月10日からトロントで行われ、同年12月15日に終了した。

## 公開
本作の製作に先立って、A24フィルムスがアメリカでの配給権を獲得した。
2015年9月4日、本作はテルライド映画祭でプレミアを迎えた。また、第40回トロント国際映画祭のスペシャル・プレゼンテーションでも上映され、最高賞である観客賞を受賞。。10月16日にはアメリカでの限定公開が始まり、11月6日から上映規模を拡大公開。

## 評価
映画批評集積サイトのRotten Tomatoesには31件のレビューがあり、批評家支持率は97%、平均点は10点満点で8.2点と高評価を受けている。批評家の意見の要約は「ここ10年で最高の一作」「この数年、これほどまでに心を動かされた映画はない」など、大絶賛されている。

## 受賞
| 賞                                        | 賞                                 | 賞                       | 賞         | 賞 |
| 賞                                        | カテゴリ                           | 対象者                   | 受賞結果   |    |
| ----------------------------------------- | ---------------------------------- | ------------------------ | ---------- | -- |
| 第40回トロント国際映画祭                  | 観客賞                             |                          | 受賞       |    |
| バンクーバー国際映画祭                    | 最優秀カナダ映画賞                 |                          | 受賞       |    |
| ナショナル・ボード・オブ・レビュー賞 2015 | 主演女優賞                         | ブリー・ラーソン         | 受賞       |    |
| ナショナル・ボード・オブ・レビュー賞 2015 | ブレイクスルー賞                   | ジェイコブ・トレンブレイ | 受賞       |    |
| 第25回ゴッサム・インディペンデント映画賞  | 女優賞                             | ブリー・ラーソン         | ノミネート |    |
| 第73回ゴールデングローブ賞                | 主演女優賞（映画演技賞ドラマ部門） | ブリー・ラーソン         | 受賞       |    |
| 第73回ゴールデングローブ賞                | 作品賞（映画作品賞 ドラマ部門）    |                          | ノミネート |    |
| 第22回全米映画俳優組合賞                  | 主演女優賞                         | ブリー・ラーソン         | 受賞       |    |
| 第69回英国アカデミー賞                    | 主演女優賞                         | ブリー・ラーソン         | 受賞       |    |
| 第88回アカデミー賞                        | 主演女優賞                         | ブリー・ラーソン         | 受賞       |    |
| 第88回アカデミー賞                        | 作品賞                             |                          | ノミネート |    |
| 第88回アカデミー賞                        | 監督賞                             | レニー・エイブラハムソン | ノミネート |    |
| 第88回アカデミー賞                        | 脚色賞                             | エマ・ドナヒュー         | ノミネート |    |
| カナダ・スクリーン・アワード              | 主演女優賞                         | ブリー・ラーソン         | 受賞       |    |
| カナダ・スクリーン・アワード              | 主演男優賞                         | ジェイコブ・トレンブレイ | 受賞       |    |
| カナダ・スクリーン・アワード              | 監督賞                             |                          | 受賞       |    |
| カナダ・スクリーン・アワード              | 編集賞                             |                          | 受賞       |    |
| カナダ・スクリーン・アワード              | 脚本賞                             |                          | 受賞       |    |
| 第90回キネマ旬報ベスト・テン              | 海外映画ベスト・テン               |                          | 10位       |    |